# Байъм Шоу
Джон Листън Байъм  Шоу (на английски: John Liston Byam Shaw) е британски художник, илюстратор, дизайнер и учител.
Той е известен с илюстрациите си за книгата на Лорънс Хоуп „The Garden of Kama“.

## Произношение
1. ↑  www.pronouncenames.com